# Port lotniczy Phú Bài
Port lotniczy Phú Bài – międzynarodowy port lotniczy położony 15 km na północ od Hue. Jest drugim co do wielkości portem lotniczym Wietnamu.

## Linie lotnicze i połączenia
- Pacific Airlines (Ho Chi Minh)
- Vietnam Airlines (Hanoi, Ho Chi Minh)